# Eumorphus macrospilotus
Eumorphus macrospilotus es una especie de coleóptero de la familia Endomychidae.

## Distribución geográfica
Habita en el norte de Borneo.